# CSR (企業)
CSR plc（LSE：CSR），原名劍橋矽晶無線電或英商劍橋無線電（英語：Cambridge Silicon Radio），是一間創立於1998年的跨國無廠半導體公司，總部位於英國劍橋。主要產品為無線電、藍牙晶片、音訊處理與定位晶片。在2011年，它的收益名列世界第13大無廠半導體公司。2015年被高通公司收購。

## 歷史
2014年10月15日，高通公司以每股9英鎊（14.5美元）、總價約16億英鎊（25.8億美元）宣布收購CSR。收購行動完成於2015年8月13日。

## 外部連結
- 官方网站